# Juazeiro
Juazeiro je město v brazilském státě Bahia. Leží na řece São Francisco 500 km severozápadně od Salvadoru. Město má přibližně 238 tisíc obyvatel a je páté největší ve státě Bahia. 
Název Juazeira pochází z místního názvu pro cicimek. Roku 1706 sem dorazili od pobřeží františkánští misionáři a v roce 1833 byla založena osada, která získala městská práva v roce 1878. Tvoří přeshraniční hospodářský celek s městem Petrolina ve státě Pernambuco. Spojuje je most přes São Francisco, postavený v letech 1947 až 1949 a pojmenovaný podle tehdejšího prezidenta Eurica Gaspara Dutry.
Leží v semiaridní oblasti sertão a má průměrnou roční teplotu 24 °C. Díky zavlažovacím systémům se v okolí města pěstuje cukrová třtina, mango, vodní melouny, banány, citrusy, rajčata a réva vinná. V Juazeiru sídlí regionální muzeum a jeden z kampusů Bahijské státní univerzity. Oblíbenými turistickými atrakcemi v okolí jsou ostrov Rodeadouro a vodopády na řece Salitre. Západně od města se nachází vodní elektrárna Sobradinho. Katedrála Nossa Senhora das Grotas je sídlem diecéze. K symbolům města patří socha říčního ducha Negro d'água a hlavy carrancas vyřezávané na přídi člunů.
Narodili se zde hudebník João Gilberto a fotbalista Dani Alves.